# 横尾敬介
横尾 敬介(よこお けいすけ、1951年（昭和26年）11月26日 - )は、日本の企業経営者。産業革新投資機構社長。みずほ証券顧問。

## 人物
大分県出身。慶應義塾大学商学部卒業後、興銀入行。同期入行にはKKRジャパン社長等を務める蓑田秀策らがいた。
旧みずほ証券の最後の社長であり、新光証券の吸収合併に伴い発足した現・みずほ証券では初代社長に横滑りした。
2011年（平成23年）6月、みずほコーポレート銀行副頭取からみずほ証券の副社長執行役員に転じた同じく興銀出身である本山博史を後任として社長を退任。その後会長を経て顧問に退いた。
2019年 (令和元年) 12月、産業革新投資機構社長に就任。

## 略歴
- 1974年（昭和49年） - 慶應義塾大学商学部卒業後、日本興業銀行入行
  - 以降、システム管理部参事役、新日本証券(後の新光証券)総合企画部長、統合委員会事務局部長、興銀名古屋支店長等を歴任[3]
- 2001年（平成13年） - (旧)みずほ証券常務執行役員経営企画グループ長
- 2004年（平成16年） - (旧)みずほ証券常務執行役員経営企画グループ長兼CIOオフィス部長
- 2005年（平成17年） - (旧)みずほ証券副社長
- 2007年（平成19年） - (旧)みずほ証券社長
- 2009年（平成21年） - みずほ証券社長
- 2011年（平成23年） - 同取締役会長
- 2012年（平成24年）6月22日 - 同顧問[1]
- 2015年 (平成27年) - 経済同友会専務理事
- 2019年 (令和元年) 12月10日 - 産業革新投資機構代表取締役社長CEO